# مت وایت‌کراس
مت وایت‌کراس (انگلیسی: Mat Whitecross؛ زادهٔ ۲۱ سپتامبر ۱۹۷۷) تدوین‌گر، کارگردان فیلم، و فیلم‌نامه‌نویس اهل بریتانیا است. او فعالیت حرفه‌ای خود را با همکاری با فیلم‌ساز مایکل وینترباتم و تهیه‌کننده اندرو ایتون در شرکت روِولوشِن فیلمز (به انگلیسی: Revolution Films) آغاز کرد. وایت‌کراس بیشتر به‌خاطر کارگردانی فیلم مستند-درام راهی به گوانتانامو، فیلم زندگی‌نامه‌ای سکس و داروها و راک اند رول، و مستندهای موسیقی شناخته می‌شود. او همچنین کارگردانی موزیک‌ویدئوهایی برای گروه‌های کلدپلی، تیک دت و رولینگ استونز، را بر عهده داشته و همکاری بلندمدتی با گروه اول داشته است.